# کازیه
کازیه (که از واژهٔ فرانسوی کَزیه Casier گرفته شده است) یا کازیو (تلفظِ اشتباه و رایج میان عوام) یا جاکاغذی، از لوازم اداری محسوب می‌شود و کاربرد آن نظم دهی به کاغذها و پرونده‌های روی میز است.
کازیه از جنس‌های مختلف چوبی، فلزی و پلاستیکی ساخته می‌شود. متدوال‌ترین نوع کازیه‌ها از جنس پلاستیک هستند و در ادارات، مدارس و بانک‌ها مورد استفاده قرار می‌گیرند. کازیه‌ها در انواع یک طبقه، دو طبقه و سه طبقه تولید می‌شوند.